# Niederlande-Rundfahrt

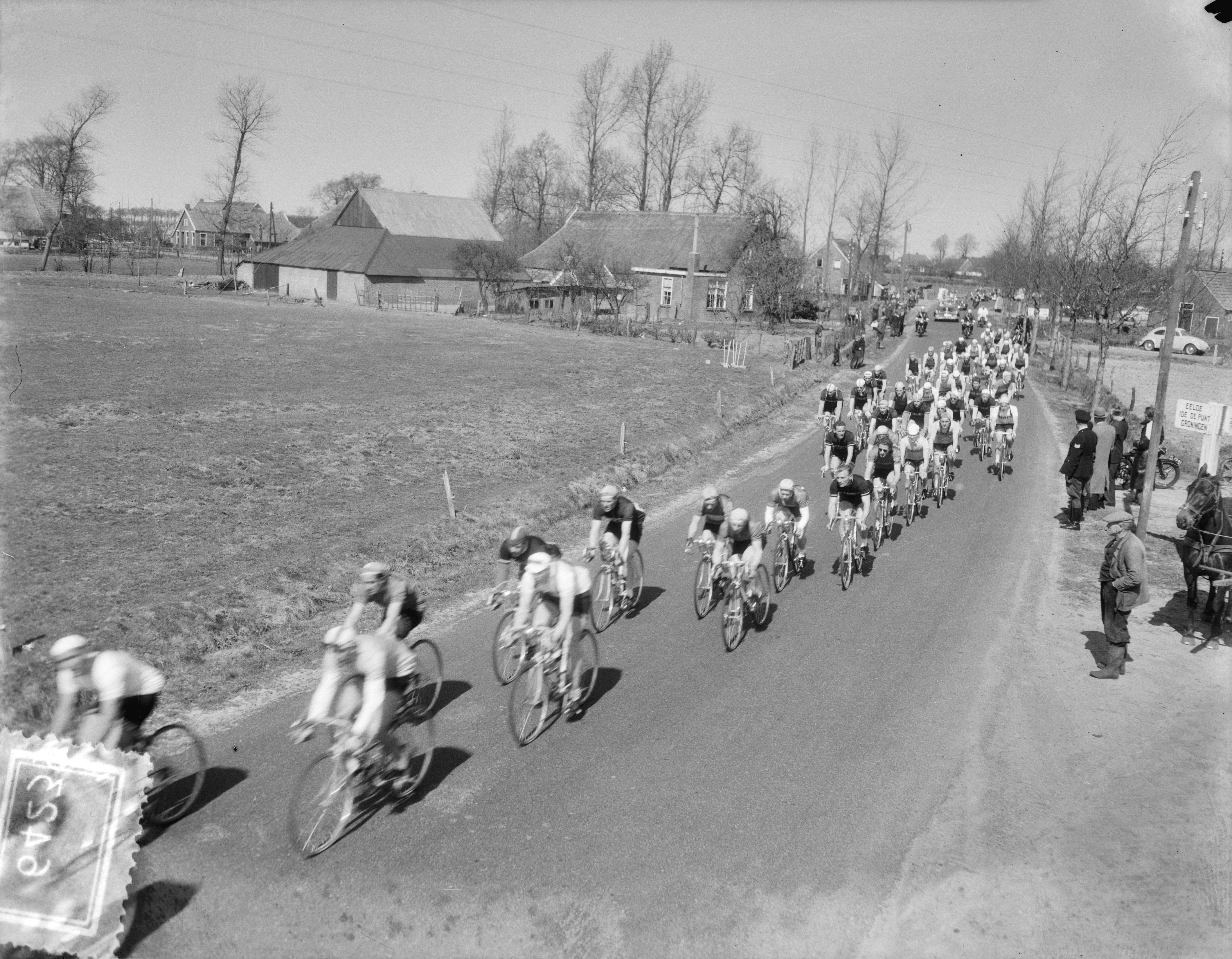
Ronde van Nederland 1954

Die Niederlande-Rundfahrt (niederländisch: Ronde van Nederland) war ein von 1948 bis 2004 mit Unterbrechungen ausgetragenes Etappenrennen im Straßenradsport. Das erste Rennen 1948 fand mit zwölf Mannschaften (darunter vier Nationalmannschaften) statt und war 1949 Kilometer lang. Zunächst galt Jean Goldschmit als Sieger. Nach mehreren Protesten wurde ihm im Dezember der Sieg aberkannt, da er die letzte Etappe abgekürzt hatte. Der Gesamtsieg wurde Emiel Rogiers zuerkannt.
Das Rennen wurde 2005 durch die Eneco Tour abgelöst, die auch das Staatsgebiet von Belgien und zeitweise von Luxemburg mit einbezieht.
Rekordsieger der Veranstaltung ist Gerrie Knetemann, der insgesamt viermal gewinnen konnte.

## Palmarès
| - 1948 Emiel Rogiers - 1949 Gerrit Schulte - 1950 Henk Lakeman - 1951 Jean Bogaerts - 1952 Wim van Est - 1953 nicht ausgetragen - 1954 Wim van Est - 1955 Piet Haan - 1956 Rik Van Looy - 1957 Rik Van Looy - 1958 Piet van Est - 1959 nicht ausgetragen - 1960 Peter Post - 1961 Dick Enthoven - 1962 nicht ausgetragen - 1963 Lex van Kreuningen | - 1964 nicht ausgetragen - 1965 Jan Janssen - 1966–1974 nicht ausgetragen - 1975 Joop Zoetemelk - 1976 Gerrie Knetemann - 1977 Bert Pronk - 1978 Johan van der Velde - 1979 Jan Raas - 1980 Gerrie Knetemann - 1981 Gerrie Knetemann - 1982 Bert Oosterbosch - 1983 Arie van Houwelingen - 1984 Johan Lammerts - 1985 Eric Vanderaerden - 1986 Gerrie Knetemann - 1987 Teun van Vliet | - 1988 Thierry Marie - 1989 Laurent Fignon - 1990 Jelle Nijdam - 1991 Frans Maassen - 1992 Jelle Nijdam - 1993 Erik Breukink - 1994 Jesper Skibby - 1995 Jelle Nijdam - 1996 Rolf Sørensen - 1997 Erik Dekker - 1998 Rolf Sørensen - 1999 Serhij Hontschar - 2000 Erik Dekker - 2001 Léon van Bon - 2002 Kim Kirchen - 2003 Wjatscheslaw Jekimow - 2004 Erik Dekker |